# Jorge Pinto Mendonça
Jorge Pinto Mendonça (* 6. Juni 1954 in Silva Jardim, Rio de Janeiro; † 17. Februar 2006 in Campinas, São Paulo) war ein brasilianischer Fußballspieler.
Die erfolgreichste Zeit seiner Karriere, während der er 375 Tore erzielte, erlebte der Stürmer in den 1970er und 1980er Jahren. Er spielte unter anderem bei Náutico Capibaribe (1973–76), Palmeiras São Paulo (1976–79) und Guarani FC (1980–84). 1978 nahm er für die Seleção, die brasilianische Nationalmannschaft, an der Fußball-Weltmeisterschaft teil; dabei schoss er in sechs Partien kein Tor, konnte aber durch präzise Pässe und spielerische Stärke derart überzeugen, dass Zico nicht zum Einsatz kam. Seine Karriere endete mit finanziellen und familiären Schwierigkeiten, die er nur langsam in den Griff zu bekommen schien. In seinen letzten Lebensjahren engagierte er sich für ein Kinderhilfsprojekt.
Mendonça starb an einem Herzinfarkt.

## Erfolge
Guarani
- Campeonato Brasileiro de Futebol – Série B: 1981

| Personendaten    | Personendaten                  |
| ---------------- | ------------------------------ |
| NAME             | Mendonça, Jorge Pinto          |
| KURZBESCHREIBUNG | brasilianischer Fußballspieler |
| GEBURTSDATUM     | 6. Juni 1954                   |
| GEBURTSORT       | Silva Jardim, Rio de Janeiro   |
| STERBEDATUM      | 17. Februar 2006               |
| STERBEORT        | Campinas, São Paulo            |